# Eleron-3

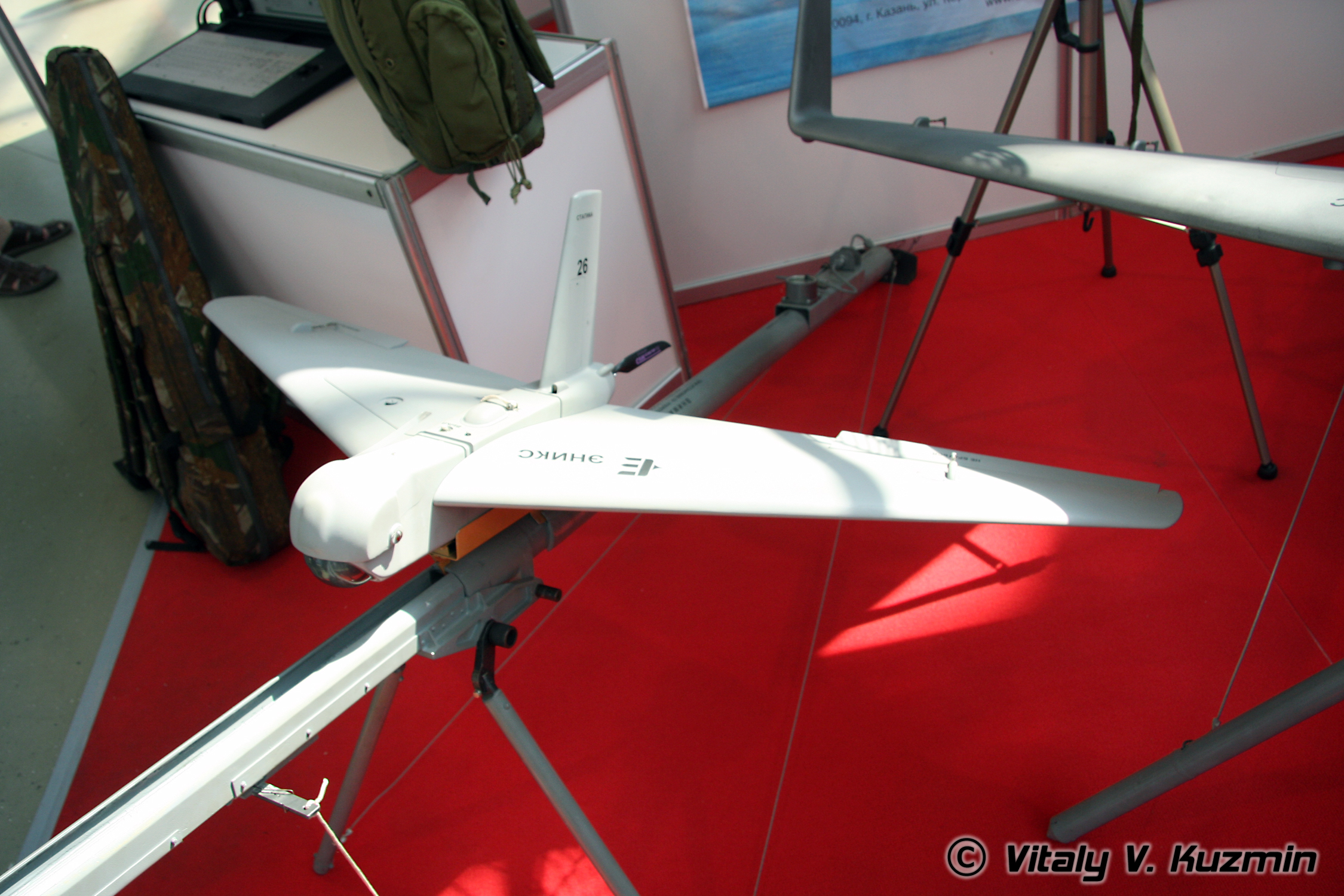
Eleron-3 auf einer Militärmesse, 2008

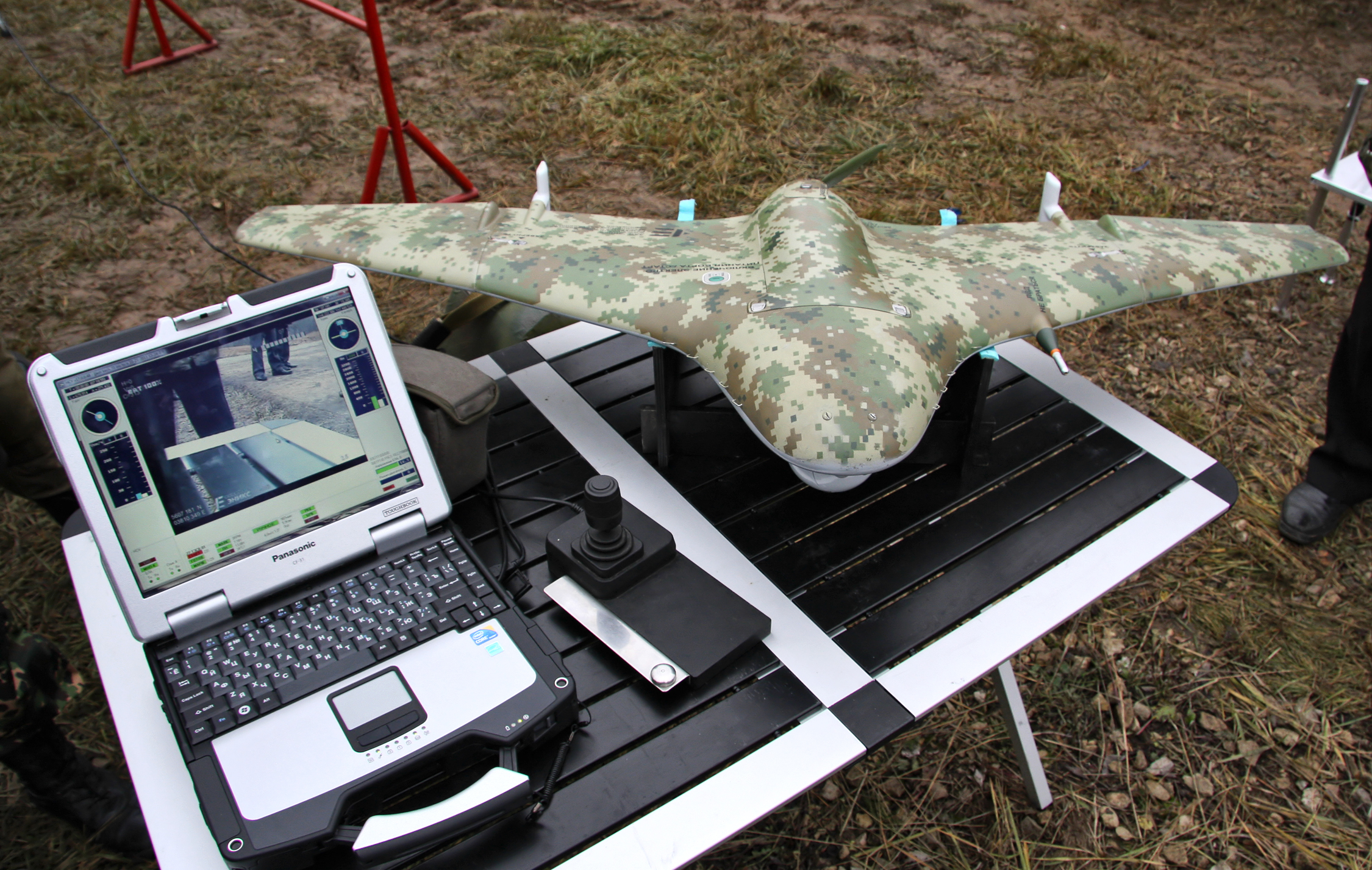
Eleron-3SW mit Steuereinheit auf der Messe Interpolitex, 2011

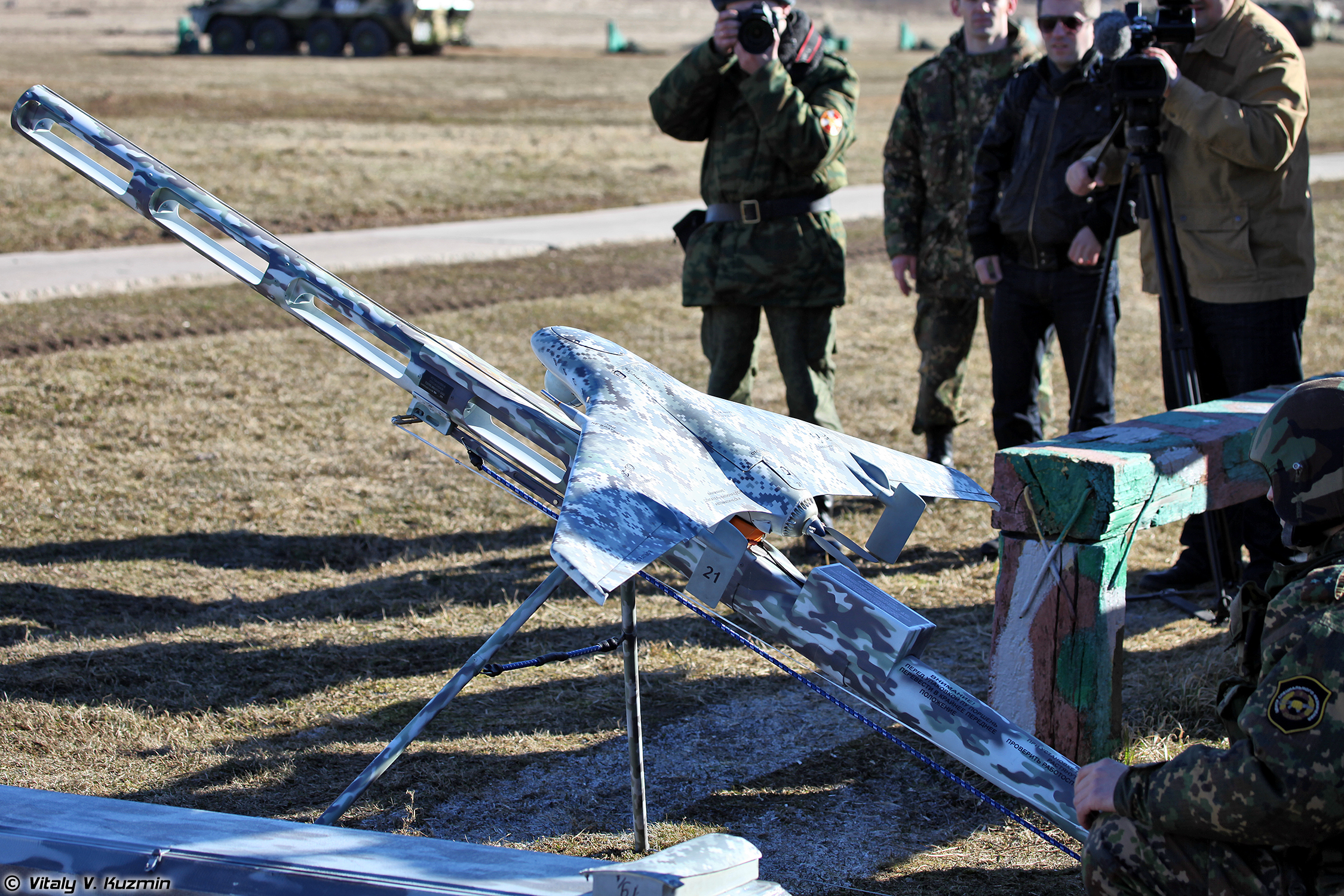
Eleron-3SW auf Startkatapult bei einer Militärübung

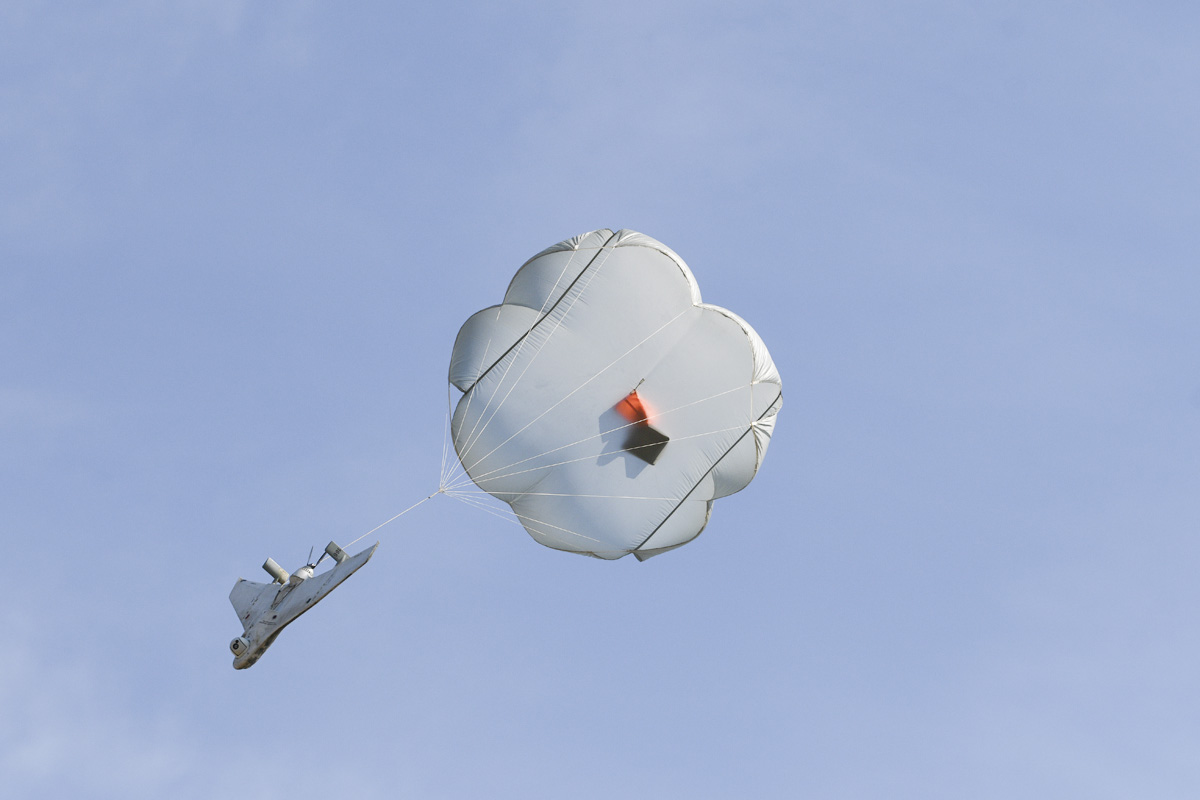
Eleron-3SW bei einer Fallschirmlandung

ENICS Eleron-3 (russisch ЭНИКС Элерон-3, manchmal auch Aileron-3) ist eine Aufklärungsdrohne des russischen Herstellers ENICS.

## Geschichte
Eleron-3 wurde von dem russischen Unternehmen ENICS zunächst für den zivilen Bereich, z. B. Überwachung von Gas- und Stromlinien oder Suche und Rettung, entwickelt. Der Erstflug erfolgte 2005.
Im Jahre 2012 entschied das Russische Heer, die Eleron-3 zusammen mit der größeren Eleron-10 zu beschaffen. Das beschaffte Modell Eleron-3SW wurde gegenüber dem ursprünglichen Modell wesentlich verbessert. Zunächst waren die Produktionskapazitäten niedrig; in zwölf Monaten zwischen 2013 und 2014 konnte ENICS nur 34 Eleron-3SW herstellen. Dann wurden die Produktionskapazitäten vergrößert.
Das russische Militär setzte die Eleron-3 im Krieg im Donbas seit 2014 und im Militäreinsatz in Syrien seit 2015 ein. In der Anfangsphase des Überfalls auf die Ukraine 2022 wurden russische Aufklärungsdrohnen wie die Eleron-3 kaum eingesetzt; das änderte sich aber im weiteren Verlauf.

## Technik
Eleron-3 hat einen konventionellen Flugzeugrumpf und Deltaflügel sowie ein Heckleitwerk. Eleron-3SW ist hingegen ein Blended Wing Body ohne Heckleitwerk. Die Drohne wird mit einem Flugzeugkatapult gestartet und landet mit einem Fallschirm. Ein Elektromotor treibt einen Druckpropeller am Heck an. Das Modell Eleron-3SW wurde gegenüber dem Grundmodell wesentlich verbessert. Neben besseren Flugleistungen bietet es eine verringerte Lautstärke, verbesserte Steigleistung, geringere Abmessungen wenn zum Transport gefaltet und eine neue Vorhersage für die Flugdauer.
Das Gesamtsystem besteht aus der Drohne, einer modularen Nutzlast, einer Bodenfunkstation und einem Startgerät. Die Bodenfunkstation kann simultan bis zu zwei Drohnen führen.
Die Drohne kann mit verschiedenen Restlichtverstärkern, Video- und Wärmebildkameras ausgerüstet werden. Somit bietet Eleron–3 optoelektronische Aufklärung zu jeder Tageszeit. Der Bediener kann in Echtzeit Zielobjekte suchen. Die exakte Position dieser Objekte wird auf der Bedienerkonsole mit Hilfe der Satellitenavigationsystemen GLONASS / GPS angezeigt. Die Nutzlast kann aber auch aus einer Funkrelaisstation oder einem Störsender bestehen.
Eleron-3 bietet drei, durch GLONASS/GPS unterstützte, Flugprogramme:
- Autonom: Die Koordinaten der Flugroute werden vor dem Abflug eingespeichert. Während des Fluges bewahrt die Drohne Funkstille und fliegt die Route selbständig ab.
- Automatisch: Die Koordinaten der Flugroute werden vor dem Abflug eingespeichert, können aber durch die Bedienerkonsole während des Fluges geändert werden.
- Halbautomatisch: Die Bedienerkonsole gibt die Flugrichtung/Flughöhe in Echtzeit vor.[9][7][8]

|                               | Eleron-3 | Eleron-3SW |
| ----------------------------- | -------- | ---------- |
| Minimalgeschwindigkeit (km/h) | 70       | 70         |
| Höchstgeschwindigkeit (km/h)  | 120      | 130        |
| maximale Flugzeit (min)       | 90       | 100        |
| maximale Reichweite (km)      | ?        | 60         |
| Dienstgipfelhöhe (m)          | 3500     | 4000       |
| Funkreichweite (km)           | 20       | 25         |
| Kommunikationssystem          | analog   | digital    |
| Nutzlast (kg)                 | 0,6      | 1          |
| maximale Startmasse (kg)      | 4,9      | 5,3        |
| Spannweite (m)                | ?        | 1,47       |
| Länge (m)                     | ?        | 0,6        |